# Mycetophila hormosensis
Mycetophila hormosensis är en tvåvingeart som beskrevs av Duret 1991. Mycetophila hormosensis ingår i släktet Mycetophila och familjen svampmyggor. Inga underarter finns listade i Catalogue of Life.